# Peter Lindgren
Peter Lindgren (ur. 6 marca 1973) – szwedzki muzyk, kompozytor i gitarzysta. W latach 1991–2007 członek zespołu Opeth. Z kolei w latach 1996–1998 współtworzył projekt pod nazwą Steel.
W 2004 muzyk wraz z Mikaelem Åkerfeldtem został sklasyfikowany na 42. miejscu listy 100 najlepszych gitarzystów heavymetalowych wszech czasów według magazynu Guitar World.

## Życiorys
W 1991 Mikael Åkerfeldt zaproponował Lindgrenowi zagranie basowej partii na jednym z pierwszych koncertów Opeth. Peter dzięki swojemu talentowi został po tym stałym członkiem zespołu i podzielił się z Åkerfeldtem funkcjami gitarzysty i twórcy tekstów piosenek. Po szesnastu latach współpracy Lindgren zdecydował się opuścić Opeth, tłumacząc na swojej stronie internetowej, że ma już dosyć bycia ciągle w trasie i chciałby teraz poświęcić więcej czasu rodzinie. Na jego miejsce przyszedł były gitarzysta Arch Enemy Fredrik Åkesson.
W twórczości Opeth Peter zapisał się na stałe dzięki solówkom, które można usłyszeć między innymi na tytułowym utworze z krążka Blackwater Park lub Beneath the Mire z Ghost Reveries. Decyzje kto gra które solo podejmowano na próbach, jeżeli Mikael miał wystarczająco dużo pracy z wokalem, wtedy solówki przejmował Peter.
Gitary i wzmacniacze, których zwykł używać Lindgren to Paul Reed Smith Custom 24, Gibson Les Paul Custom 1974, Gibson SG 1991, Laney VH100R.